# Pezosiren
Pezosiren ist eine ausgestorbene Seekuhgattung, die vor etwa 50 Millionen Jahren, im frühen Eozän, lebte. Zwei in anatomischem Verbund aufgefundene Teilskelette und zahlreiche Einzelknochen der Gattung wurden bei der Gemeinde St. James 15 km südlich von Montego Bay im Westen Jamaikas gefunden. Holotyp ist ein teilweise erhaltener, 19 cm langer Unterkiefer. Einzige beschriebene Art der Gattung ist Pezosiren portelli. Die Gattungsbezeichnung Pezosiren (Zusammensetzung aus altgriech. πεζός pezos ‚zu Fuß, laufend‘ und latein. siren ‚Seekuh‘) bedeutet „laufende Seekuh“ und wurde wegen der noch voll ausgebildeten Quadrupedie der Tiere vergeben. Das Art-Epitheton portelli ehrt den Entdecker der Fossillagerstätte Roger W. Portell.

## Merkmale
Pezosiren hatte einen tonnenförmigen Rumpf, einen relativ kurzen Hals, einen seekuhartigen Kopf und vier kurze Beine. Das Tier wurde etwas größer als ein sehr großes Hausschwein und erreichte eine Körperlänge von 2,1 Meter. Der Schädel ist ca. 26,5 cm lang und 14,5 cm breit. Ein niedriger Sagittalkamm unterscheidet Pezosiren von Prorastomus, der zweiten Seekuhgattung aus der Familie Prorastomidae. Bei Prorastomus könnte er jedoch durch Erosion oder während der Präparation zerstört worden sein. Der Unterkiefer ist lang (19 cm) und schmal. Schneide- und Eckzähne standen parallel. Die Zahnformel ist unsicher, lautet vermutlich aber 3 1 5 3 wie bei allen eozänen Seekühen. Der erste obere Schneidezahn war vergrößert und bildete einen kleinen Stoßzahn.
Die Wirbelsäule besteht aus 7 Halswirbeln, 20 Brustwirbeln, 4 Lendenwirbeln, 4 Sakralwirbeln und wahrscheinlich etwa einem Dutzend Schwanzwirbel. Vom Schwanz sind nur die rumpfnahen Wirbel erhalten. Axis und andere Halswirbel waren nicht verkürzt wie bei späteren und den heutigen Seekühen und erinnern mehr an die Halswirbel paläozäner Stammhuftiere (Condylarthra). Die vorderen Brustwirbel hatten hohe Dornfortsätze, an die wahrscheinlich ein Nackenband ansetzte, das das Gewicht von Kopf und Hals an Land tragen konnte. Den Schwanzwirbeln fehlten die vergrößerten Querfortsätze späterer Seekühe. Die Rippen waren dick (Pachyostose), bestanden aus sehr dichtem Knochengewebe und dienten den aquatisch lebenden Tieren als Ballast. Das lange, schmale Becken und die Beine erinnern an die primitiver Huftiere. Nur wenige Fußknochen sind erhalten, es ist ungewiss, ob von Vorder- oder Hinterfuß. Sie sind kurz und flach wie die landlebender Huftiere und zeigen keine Anzeichen für einen Umbau der Füße zu Flossen.

## Lebensweise
Die aus Schluff- und Sandstein bestehenden Ablagerungen der Chapelton-Formation, aus der die Fossilien von Pezosiren portelli geborgen wurden, stammen von einer Lagune, einem Flussdelta oder einer anderen Flussmündungsform. Pezosiren war mit seinen vier gut entwickelten Beinen, seinem aus mehreren Wirbeln bestehenden Kreuzbein (nur ein Wirbel bei rezenten Seekühen) und dem kräftigen Iliosakralgelenk (Kreuzbein-Darmbein-Gelenk) gut in der Lage, sich an Land fortzubewegen, verbrachte den größten Teil der Zeit wahrscheinlich aber im Wasser. In dieser Hinsicht ähnelte die Gattung heutigen Flusspferden oder frühen amphibisch lebenden Walen wie Ambulocetus. Zur Fortbewegung im Wasser konnte das Tier keinen starken, mit einer Schwanzflosse versehenen Schwanz nutzen, wie es heutige Seekühe ausschließlich tun, denn den Schwanzwirbeln fehlten die deutlich ausgebildeten Querfortsätze, die für eine kräftige Schwanzmuskulatur nötig sind. Pezosiren schwamm eher otterartig durch kombinierte Bewegungen von Körper, Schwanz und Hinterbeinen.